# Не навреди (телесериал)
«Не навреди» (англ. Do No Harm) — американский драматический телесериал, созданный Дэвидом Шульнером. NBC официально заказал первый сезон 10 мая 2012 года, а его премьера состоялась 31 января 2013 года. Вначале телеканал заказал 13 эпизодов, но 12 ноября сократил первоначальное количество до 12-ти. Премьеру сериала наблюдало лишь три миллиона зрителей и рейтинг в демографической категории 18-49 составил 0,9, что позволило шоу стать наиболее провальной новинкой среди каналов большой четверки за всю семидесятилетнюю историю телевидения.
8 февраля 2013 года, после трансляции двух эпизодов, канал снял с эфира и закрыл сериал из-за низких рейтингов.

## Сюжет
В центре сюжета находится успешный нейрохирург с секретом Джейсон Коул, который каждую ночь перевоплощается в Йэна Прайса, свою опасную альтернативную сущность.

## Актёры и персонажи
- Стивен Паскуале — доктор Джейсон Коул / Йэн Прайс
- Алана де ла Гарза — доктор Лена Солис
- Филисия Рашад — доктор Ванесса Янг
- Рута Гедминтас — Оливия Флинн
- Майкл Эспер — доктор Кеннет Джордан
- Джон Кэрролл Линч — Уилл Хэйз[8]

## Список эпизодов
| № | Название                                         | Режиссёр       | Автор сценария                   | Дата премьеры  | Произв. код | Зрители в США (млн) |
| --- | ------------------------------------------------ | -------------- | -------------------------------- | -------------- | ----------- | ------------------- |
| 1 | «Пилот» «Pilot»                                  | Майкл Майер    | Дэвид Шульнер                    | 31 января 2013 | 101         | 3.12                |
| Доктор Джейсон Коул - очень уважаемый нейрохирург, у которого есть все: прибыльная карьера, уверенное обаяние и дар сострадания. Но у него также есть глубокая, темная тайна. Однажды утром, когда он просыпается дезориентированный в разрушенном гостиничном номере среди нескольких почти голых женщин, которых он никогда раньше не видел, он знает одну вещь: это происходит снова. Каждую ночь в одно и то же время что - то внутри Джейсона меняется, оставляя его почти неузнаваемым-соблазнительным, коварным, граничащим с социопатией. Этот новый человек-его опасная альтернативная личность, известная под именем "Ян Прайс"." |                                                  |                |                                  |                |             |                     |
| 2 | «Не подходи к телефону» «Don't Answer the Phone» | Джеффри Рейнер | Лиза Зверлинг                    | 7 февраля 2013 | 102         | 2.21                |
| Попытка Джейсона контролировать расходы Йена оборачивается неприятными последствиями, когда доктор приходит в себя в чужой спортивной машине, преследуемой наркоторговцем. Тем временем ссора между Джейсоном и Леной вызывает поздний ночной визит Йена; доктор Джордан пытается докопаться до сути поведения Джейсона; а Оливия беспокоится о новом воображаемом друге своего сына. |                                                  |                |                                  |                |             |                     |
| 3 | «Утреннее солнце» «Morning, Sunshine»            | Джеффри Рейнер | Дэвид Шульнер                    | 29 июня 2013   | 103         | 1.80                |
| 4 | «Мне нравится» «Me Likey»                        | Джон Беринг    | Эрик С. Чармело & Николь Снайдер | 6 июля 2013    | 104         | 1.60                |